# Cerro Doña Ana
El Cerro Doña Ana es el tercero más grande de la IV Región de Chile (Región de Coquimbo), se ubica en el Valle del Elqui y mide unos 5600 metros sobre el nivel del mar.

## El cerro
El cerro tiene muchas características clave, entre ellas que nunca se debe subestimar, porque las heladas en el cerro son muy comunes. Además que el cerro está "escondido" en el valle es muy interesante su exploración y ascensión.

## Primera Ascensión
La primera ascensión registrada es en el año 1870 por un párroco, el padre Sagüez, acompañado de Angelino Castro, en la ascensión se encontraron 3 pircas, huesos, madera y estatuillas de hueso y plata, evidencia clara de la presencia de los indígenas incas del Perú en esta Región e incluso más al sur.